# Boltiere
Boltiere [bolˈtjeːɾe] (Boltér [bolˈteɾ] in dialetto bergamasco) è un comune italiano di 6 209 abitanti della provincia di Bergamo in Lombardia.
Situato nella media pianura bergamasca, dista circa 15 chilometri a sud-ovest dal capoluogo orobico.

## Storia
I primi insediamenti abitativi che riguardarono il territorio di Boltiere furono opera di alcune tribù delle popolazioni dei Liguri e dei Galli Cenomani. A questi subentrarono poi i Romani, che diedero al paese una precisa struttura e fisionomia. Il borgo crebbe con vitalità grazie alla sua posizione favorevole, proprio sulla strada che, utilizzata sia militarmente che commercialmente, collegava Bergamo con Milano.
Successivamente inserito nel regno dei Longobardi, fu poi conquistato dal Sacro Romano Impero il quale lo affidò al Vescovo di Bergamo. Questo trasferimento di proprietà fu sancito da un editto che, redatto nel 972 dall'imperatore Ottone I, risulta essere uno dei primi documenti in cui si menziona il nome di Boltiere.

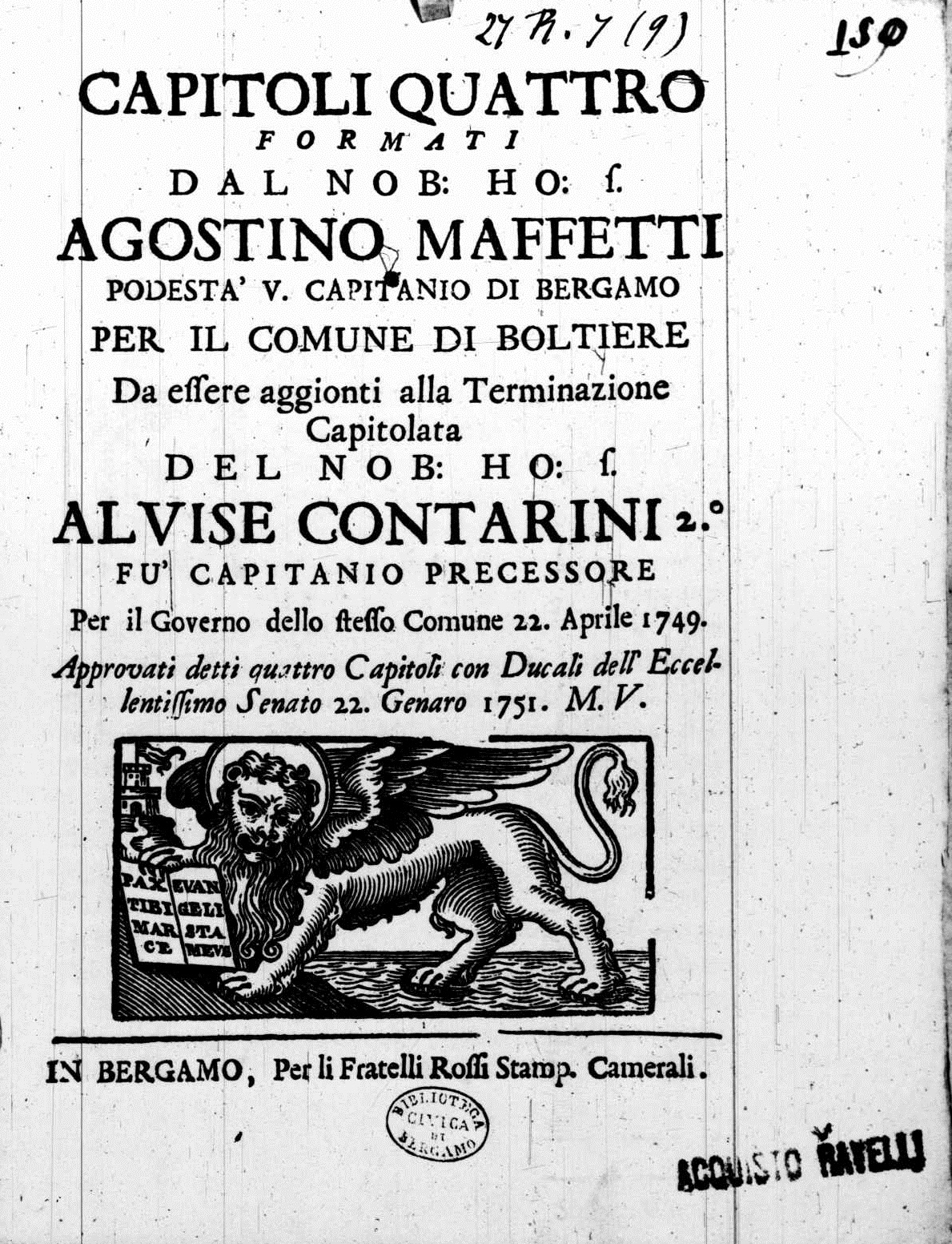
Agostino Maffetti (podestà e vice-capitano di Bergamo), Capitoli e regole per la buona direzione e amministrazione del Comune di Boltiere e dei Luoghi Pii in esso eretti, 1751

Il primo testo in ordine cronologico è di poco antecedente, e risale al 909, quando in un atto viene citato un abitante di allora, tale 'Andevertus filius quondam Grasemundi de Bolterio. Il toponimo dovrebbe derivare da quella che allora era la conformazione territoriale della zona, ricca di paludi ed acquitrini: il termine Bolta sta appunto a significare un ristagno d'acqua che avrebbe dovuto trattarsi dell'estremità nord del lago Gerundo, presente in epoca medievale.
Altre ipotesi sostengono invece che derivi da un nome proprio di persona, teoria che tuttavia non pare suffragata da elementi concreti.
Dopo la breve esperienza del periodo comunale nell'XI secolo Boltiere fu coinvolto, al pari di quasi tutto il territorio bergamasco, nelle sanguinose lotte di fazione tra guelfi e ghibellini. In particolare modo il borgo, appartenente allo schieramento ghibellino, si scontrò ripetutamente con il vicino territorio di Trezzo sull'Adda, dove era predominante la famiglia guelfa dei Colleoni.
Conseguentemente a Boltiere vennero costruite fortificazioni a scopo difensivo ed un castello: distrutto nel corso del XV secolo, ha conservato soltanto qualche residua muratura, inglobata in successive costruzioni.
Dopo un periodo in cui il potere a Boltiere fu appannaggio della famiglia milanese dei Visconti, nel 1428, il territorio fu posto sotto la dominazione veneta. La Serenissima fece definitivamente terminare le lotte di fazione del periodo medievale, cominciando ad attuare una politica lungimirante in ambito sociale ed economico.
I confini della Repubblica di Venezia coincidevano con quelli sud di Boltiere, sanciti dal passaggio del fosso bergamasco costruito ad hoc dalla Serenissima, nei pressi del quale fu posta una dogana. Questa portò indubbi benefici economici al paese che vide la nascita e conseguente sviluppo di attività correlate all'esistenza della dogana stessa, quali il contrabbando ed il brigantaggio.
Alla Repubblica di Venezia subentrò, dal 1797, la dominazione francese, che accorpò Boltiere al vicino comune di Osio Sotto. Con il successivo avvento della dominazione austro-ungarica, il paese riacquisì la propria autonomia amministrativa, mantenuta fino ai giorni nostri.

### Simboli
Lo stemma e il gonfalone sono stati concessi con D.P.R. del 19 ottobre 1983.
Il gonfalone è un drappo partito di giallo e di azzurro.

## Monumenti e luoghi d'interesse

### Architetture religiose

#### Chiesa parrocchiale di san Giorgio
La chiesa parrocchiale, dedicata a san Giorgio, sarebbe stata costruita secondo la tradizione dal re longobardo Cuniperto dopo una vittoriosa battaglia. Si sa comunque che venne consacrata nel 1292 dal vescovo di Bergamo, ed ampliata più volte negli anni seguenti. La riedificazione risale al 1830.

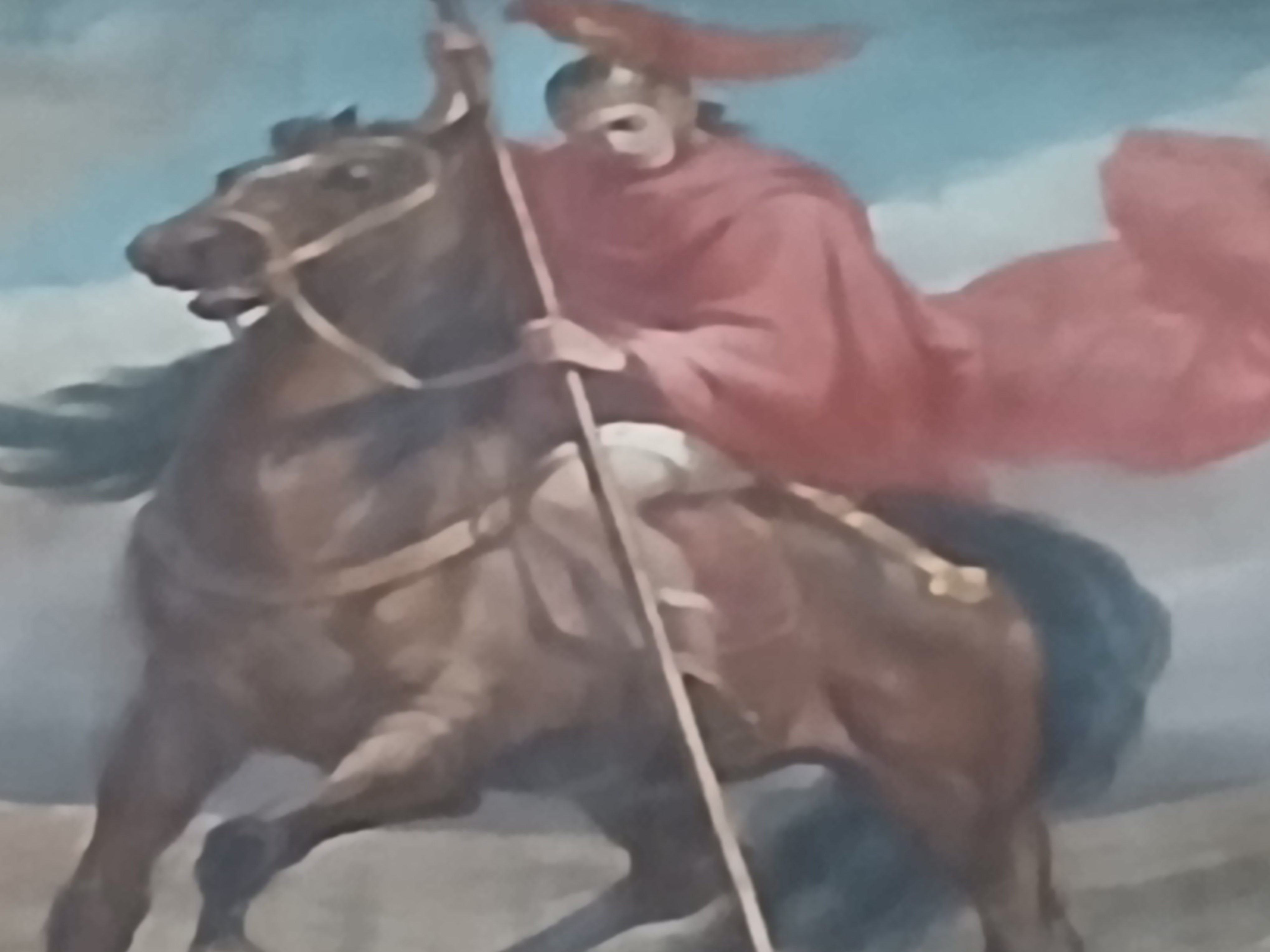
Abramo Spinelli. Chiesa di San Giorgio martire

#### Chiesetta della Madonna di Lourdes
Era in origine dedicata a san Giuseppe, è posta a fianco della parrocchiale e risale alla fine del XIX secolo.

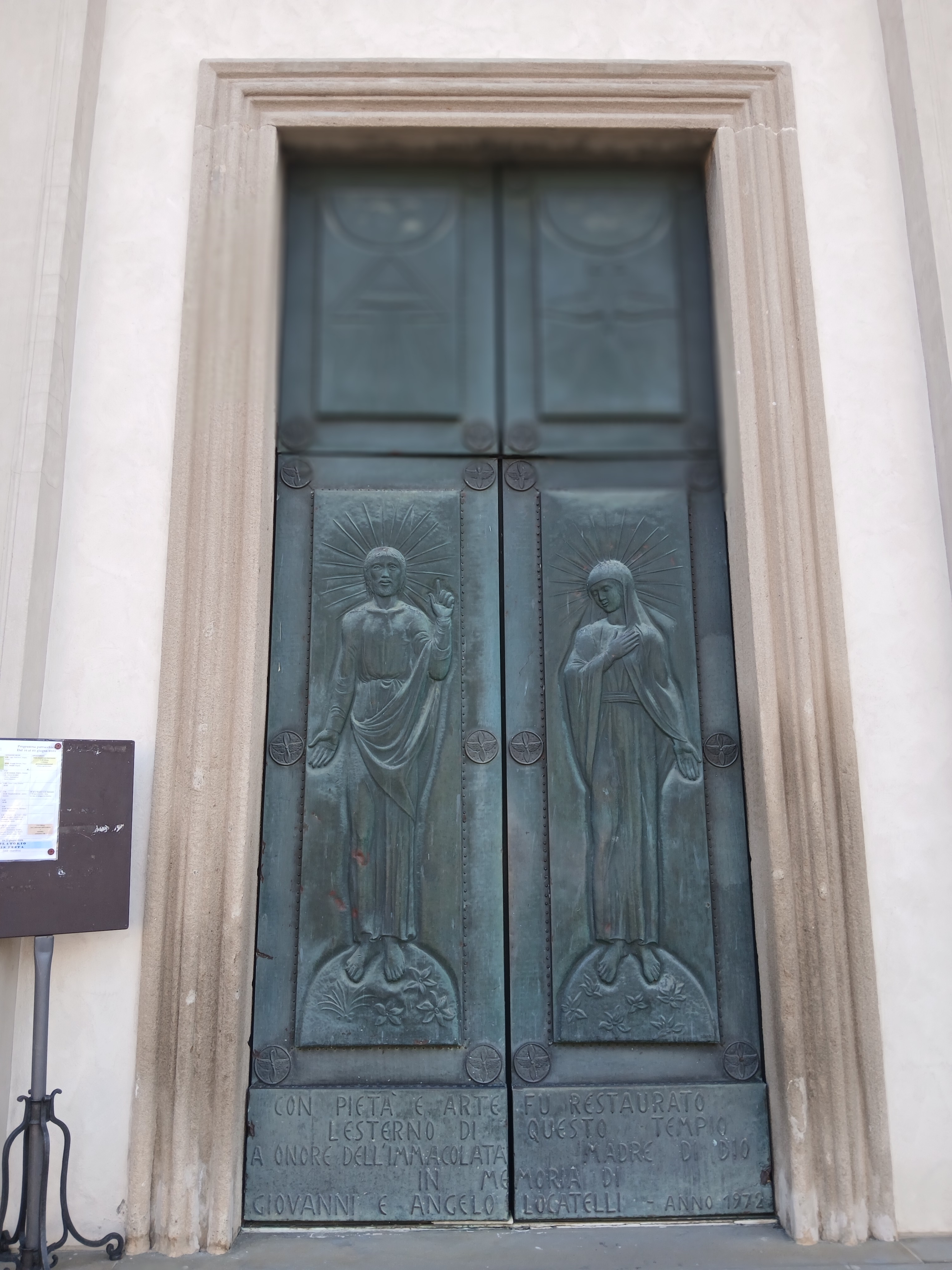
Porta della chiesa di Nostra Signora di Lourdes

### Architetture civili

#### Torre dell'acquedotto
Merita menzione anche la torre del vecchio acquedotto che, esempio di archeologia industriale, è stata trasformata in monumento ai caduti.

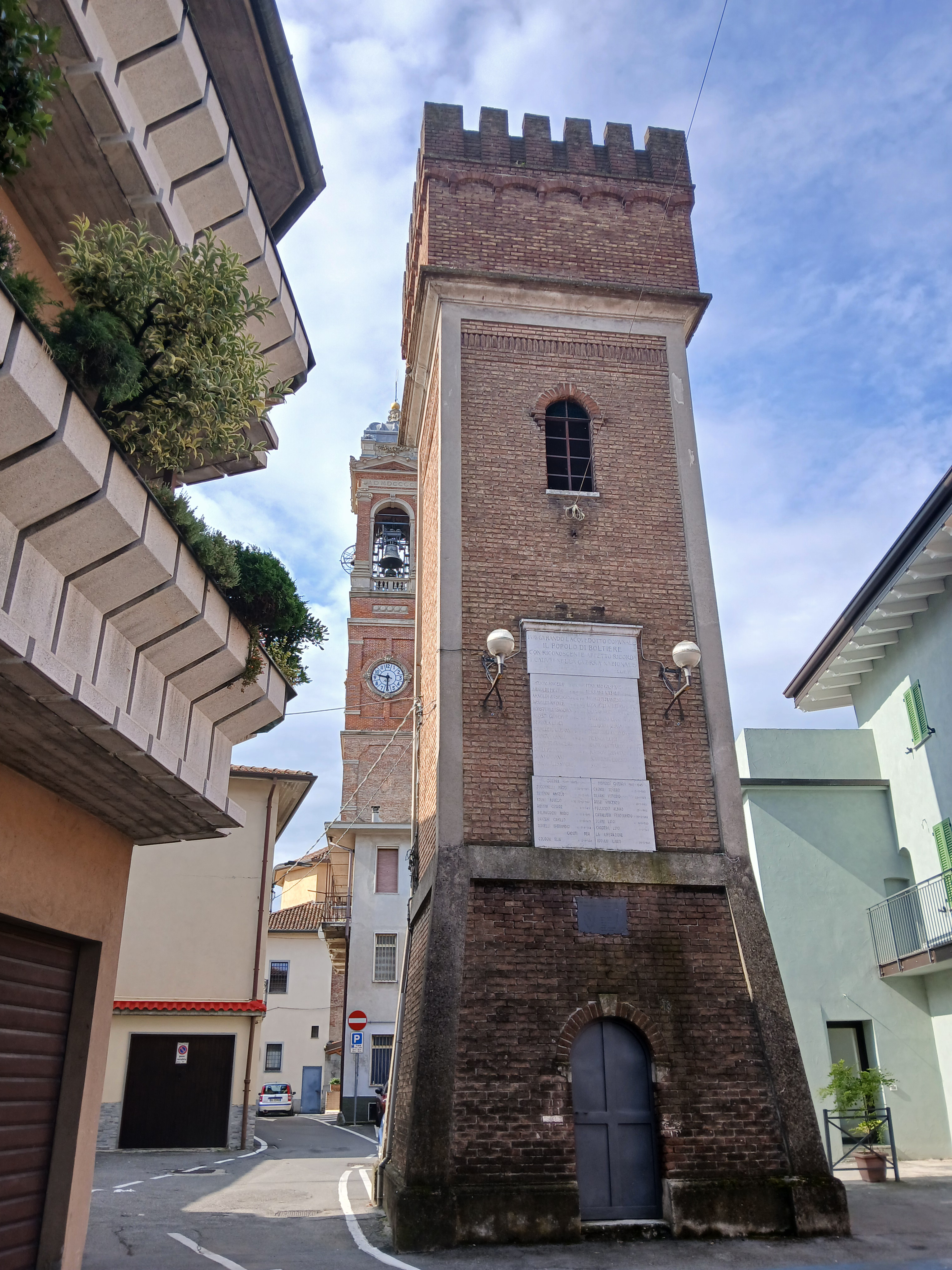
Torre dell'aquedotto

## Società

### Evoluzione demografica
Abitanti censiti

## Geografia antropica

### Località
Secondo lo Statuto Comunale, la circoscrizione comunale non comprende frazioni.
Sono presenti comunque molte cascine e molte località rurali. Una piccola parte dell'abitato di Zingonia è località del territorio comunale.

## Infrastrutture e trasporti

### Strade
- - Il territorio comunale di Boltiere è attraversato dalla Strada statale 525 del Brembo.

### Trasporto pubblico
Fra il 1890 e il 1953 la località era servita dalla tranvia Monza-Trezzo-Bergamo.
Boltiere è servito dalle linee V, V10 e V20 di TBSO con collegamenti da e per Bergamo, da e per Trezzo/Vaprio, da e per la stazione FS di Verdello-Dalmine. Presenta anche collegamenti di SAI da e per Treviglio.

## Amministrazione
Di seguito si riporta l'elenco dei sindaci boltieresi che si sono avvicendati dalla nascita della Repubblica ad oggi.
| CONSILIATURA | SINDACO                | PARTITO/LISTA CIVICA | ELEZIONE                                |
| 2019 -       | Osvaldo Palazzini      | Gente di Boltere     | 26/05/2019                              |
| 2014 - 2019  | Forlani Armida         | Cambia il Passo      | 25/05/2014                              |
| 2009 - 2014  | Osvaldo Palazzini      | Popolo della libertà | 07/06/2009                              |
| 2004 - 2009  | Giovanni Testa         | Vivi Boltiere        | 12/06/2004                              |
| 1999 - 2004  | Angelo Arnoldi         | Insieme per Boltiere | 13/06/1999                              |
| 1995 - 1999  | Angelo Arnoldi         | Insieme per Boltiere | 23/04/1995                              |
| 1990 - 1995  | Renato Ciocca          | Democrazia Cristiana | C.C. 19.05.1990                         |
| 1985 - 1990  | Renato Ciocca          | Democrazia Cristiana | C.C. 01.06.1985                         |
| 1980 - 1985  | Giovanni Giacomo Zonca | Democrazia Cristiana | C.C. 27.06.1980                         |
| 1975 - 1980  | Giovanni Giacomo Zonca | Democrazia Cristiana | C.C. 04.07.1975                         |
| 1970 - 1975  | Gaetano Bovisio        | Democrazia Cristiana | C.C. 28.06.1970                         |
| 1964 - 1970  | Gaetano Bovisio        | Democrazia Cristiana | C.C. 13.12.1964                         |
| 1960 - 1964  | Angelo Zanga           | Democrazia Cristiana | C.C. 13.11.1960                         |
| 1956 - 1960  | Angelo Zanga           | Democrazia Cristiana | C.C. 10.06.1956                         |
| 1956         | Carrera Carlo          | Democrazia Cristiana | C.C. 03.06.1956 – dimesso il 10.06.1956 |
| 1951 - 1956  | Marco Santo Arnoldi    | Democrazia Cristiana | C.C. 03.06.1951                         |
| 1946 - 1951  | Marco Santo Arnoldi    | Democrazia Cristiana | C.C. - N.D.                             |

## Sport

### Calcio
La principale squadra di calcio della città è F.C. Boltiere che milita nel campionato lombardo di 1ª Categoria.